# Lystrup
Lystrup is een plaats in de Deense regio Midden-Jutland, gemeente Aarhus, en telt 9542 inwoners (2007). Het dorp heeft een station aan de spoorlijn Aarhus - Ryomgård. De spoorlijn wordt de komende jaren omgebouwd tot lightrail.